# Karel Prohl
Karel Prohl (Loket, 24 dicembre 1947) è un sollevatore cecoslovacco che gareggiò nella categoria dei pesi gallo.

## Carriera
Vinse una medaglia di bronzo ai campionati mondiali del 1975 e agli europei conquistò quattro medaglie di bronzo consecutive dal 1973 al 1976 e una d'argento nel 1978. Partecipò alle Olimpiadi di Montréal del 1976, uscendo dalla gara dopo la prova dello strappo.
Dopo la fine della carriera agonistica, fu allenatore e funzionario nell'ambito sportivo.